# Денис Шмигал
Денис Анатолиевич Шмигал (на украински: Денис Анатолійович Шмигаль) е украински учен и обществено-политически деец, министър-председател на Украйна в периода 4 март 2020 г. – 17 юли 2025 г. Бивш председател на Ивано-Франкивската областна държавна администрация, бивш вицепремиер на Украйна и бивш министър на общественото и териториалното развитие.

## Биография
Денис Шмигал е роден на 15 октомври 1975 г. в Лвов.

### Образование
През 1997 г. Шмигал получава червена диплома за инженер по икономика от Държавния университет „Лвовска политехника“.
През 2003 г. получава докторска степен по икономика. Защитава дисертация на тема „Регионална икономика и разпределение на производствените сили“.
Шмигал също така учи и стажува в чужбина, по-специално в Германия по програмата за обучение на мениджъри на германското Министерство на икономиката и енергетиката.

### Кариери и бизнес
От 1994 до 1995 г. Шмигал е мениджър в Окей ООД. От 1995 г. до 1997 г. работи като счетоводител в отдела за нетърговски операции на „Еликтронбанк“, а от 1997 г. до 1998 г. – като счетоводител в Лвовския автобусен завод.
Освен това Шмигал е заемал счетоводни длъжности в ЗАО „С-търговска къща“ (1998 – 1999 г.) и „ЛА ДИС“ ООД (1999 – 2003 г.).
От 2003 г. до 2005 г. заема длъжностите началник на финансовия отдел, началник на отдела за финансово управление и икономически анализ и директор на отдела за икономическо и стратегическо развитие на Лвовския автобусен завод.
От септември 2005 г. до юни 2006 г. Шмигал отново работи в „ЛА ДИС“ – като заместник генерален директор.
От юни 2006 г. до август 2008 г. Шмигал е икономически директор на инвестиционната компания Comfort-Invest, а от септември 2008 г. до септември 2009 г. е главен изпълнителен директор на „Розаинвест“ ООД.
През септември 2009 г. става помощник на ръководителя на Лвовската областна държавна администрация и временно ръководи отдел „Икономика“ на ведомството (до октомври същата година).
От октомври 2009 г. до април 2011 г. той е постоянен ръководител на отдела.
От август 2011 г. до декември същата година е председател на неправителствената организация „Институт за регионална политика“.
От януари до декември 2012 г. Шмигал е началник на отдел в Главното управление на икономиката и промишлената политика на Лвовската областна държавна администрация. От януари 2013 г. до декември 2013 г. работи като директор на отдел „Икономическо развитие на инвестициите, търговията и промишлеността“ в регионалната държавна администрация.
През 2014 г. става помощник на депутата от УДАР Роман Чернега. Шмигал работи на тази длъжност до май 2013 г., когато става заместник-ръководител на Министерството на приходите и налозите в Лвовска област.
От януари 2015 г. до януари 2017 г. той заема различни длъжности в Лвовхолд: съветник на президента, вицепрезидент, генерален директор и член на Надзорния съвет.
През януари 2017 г. се присъединява към ДТЕК „Захиденерго“. До януари 2018 г. Шмигал работи в компанията като заместник-директор по социалните въпроси.
От януари 2018 г. Шмигал е директор на АЕЦ „Бурштин“. Той заема тази позиция до юли 2019 г.

### Политически дейности
През 2014 г. Шмигал се кандидатира за депутат във Върховната рада на Украйна в избирателен район № 121 (Лвовска област). Той е самоиздигнал се кандидат и не членува в никоя партия. Кандидатът за депутат получи най-малка подкрепа от избирателите сред конкурентите си – само 188 гласа.
По-късно, през 2015 г., се кандидатира за областния съвет на Лвов от името на партията „Народен контрол“.
През юни 2019 г. Шмигал е един от тримата кандидати за поста ръководител на Лвовската областна държавна администрация. Въпреки това президентът Володимир Зеленски назначава на този пост адвокат Маркиян Малски.

#### Работа като председател на областната държавна администрация на Ивано-Франкивск
На 2 август 2019 г. Володимир Зеленски признава Денис Шмигал за ръководител на Ивано-Франкивската областна държавна администрация, описвайки го като много влиятелен мениджър.
Шмигал е на поста си от шест месеца. В края на декември той докладва на Зеленски за социалното и икономическото развитие на региона през 100-те дни от мандата си:
- В региона са ремонтирани 540 километра пътища;
- Мостовете се възстановяват. Почти хиляда от тях са в лошо състояние;
- Регионът получи пет нови линейки;
- Регионът планира да ремонтира детски градини и училища, като средствата за това ще бъдат взети от Държавния фонд за регионално развитие;
- Закупени са 94 апартамента за участниците в АТО/ООС;
- Продължава реконструкцията на летището в Ивано-Франкивск, която се планира да приключи за 2,5 години;
- Въведено е пълно електронно отчитане на дървения материал – от раздробяването до търговете.

#### Работа в Министерството на развитието на общността
На 4 февруари 2020 г. Върховната рада на Украйна назначава Денис Шмигал за заместник министър-председател, както и за министър на общините и териториалното развитие на Украйна. Дотогава Шмигал е бил председател на областната държавна администрация на Ивано-Франкивск. В деня на назначаването си Шмигал заяви, че основният фокус и приоритет на Министерството на регионалното развитие през 2020 г. е завършването на териториалните и административните реформи.
Служителят добави, че кабинетът планира да се съсредоточи върху три основни области на работа
- Завършване на децентрализацията;
- реформа на жилищния сектор и сектора на комуналните услуги;
- реформа в строителния сектор.

Шмигал е вицепремиер и министър на общностното и териториалното развитие само от един месец.

#### Назначаване за ръководител на правителството
Върховната Рада на Украйна назначава Денис Шмигал за министър-председател на 4 март 2020 г. Съответното решение е подкрепено от 291 депутати.  на 7 юли 2025 г. Тъй като изтича мандата на  Денис Шмигал като премиер на Украйна през 2025 г. На 7 юли 2025 г. Президента на Украйна Володимир Зеленски предложи Юлия Свириденко за наследничка Денис Шмигал която ще го наследи на поста Министър-председател на Украйна. 

Източници 
1. ↑  Галицький Кореспондент. Голови Зеленського //   Посетен на 2021-10-23.
2. ↑  agropolit.com. Дениса Шмигаля призначили віцепрем'єр-міністром, міністром розвитку громад і територій України //   Посетен на 2021-10-23.
3. ↑  Слово і Діло. Шмигаль призначений прем'єр-міністром України //   Посетен на 2021-10-23.
4. ↑  Українська правда. Денис Шмигаль – новий прем’єр України //   Посетен на 2020-10-23.